# Око (магазин)
"Око" (магазин) — (1935–1939)
Први број стрип-магазина „Око" пред читаоцима се појавио 6. јула 1935. године. Власник, издавач и штампар је била "Стечајнина југословенске штампе д.д." из Загреба. Магазин је излазио суботом, штампан је у формату 23×30 цм у црно-белој техници. Поред стрипова "Око“ је доносило кратке забавне текстове и укрштенице.
У броју 6 магазина „Око" први пут је објављен један увозни стрип, под називом "Страшна пустоловина госпође Наџак“. Читаоцима је у ствари, представљена "Породица Тарана" Џоа Мак Мануса. Стрип је наишао на одличан пријем, па су га повремено цртали и домаћи аутори. 
Један од најзаступљенијих стрип цртача у магазину „Око" био је Андрија Мауровић који је, практично, попуњавао више од половине стриповног дела листа. На страницама "Ока“ појављује се још једно велико име домаћег стрипа, тада четрнаестогодишњи Валтер Нојгебауер, са нешто старијим братом Норбертом.
Последњи број „Ока" изашао је 30. септембра 1939. године. Сви започети стрипови, који су објављивани у наставцима, наставили су да излазе на страницама нове стрип-ревије "Мики стрип - Око". Ова "нова" стрип-ревија је настала спајањем два магазина "Мики стрип" и "Око". Занимљив детаљ је да је својевремено гашењем листа "Кулисе" настао магазин "Ока". Сви претплатници "Кулисе" као компензацију су до истека претплате добијали нови магазин "Око“.